# Ludolf Ernst Schlicht
Ludolf Ernst Schlicht (auch Ludolf Schlicht; * 4. November 1714 in Brandenburg an der Havel; † 4. März 1769 in Herrnhut) war ein deutscher Geistlicher der Herrnhuter Brüdergemeine und Kirchenlieddichter.

## Leben
Schlicht war der Sohn des Kirchenlieddichters und Brandenburger Gymnasiallehrers Levin Johann Schlicht. Er fiel in der Schule als begabter Schüler auf und konnte jung das Studium an der Universität Jena aufnehmen. Nach seinem Studium trat er 1737 als Lehrer in den Dienst des Grafen Christian Renatus von Zinzendorf. Auch in Herrnhut bekleidete er ein Lehramt. 1739 wurde er Mitglied der Herrnhuter Brüdergemeine. In dieser Zeit lehnte er Rufe als Lehrer in seine Heimat ab. Schlicht begab sich mit dem Bischof August Gottlieb Spangenberg 1741 nach London.
Schlicht wurde nach seiner Rückkehr aus London 1742 nach Herrnhaag berufen und dort Hauptprediger der dortigen Kirche. Vor 1747 kam er als Prediger der Brüdergemeine nach London, bevor er von 1747 bis 1750 in Feelnek tätig war. Anschließend predigte er in Bedford und Bristol. Um 1755 kam er schließlich nach Dublin. Die widrigen Umstände dort setzten seiner Gesundheit sehr zu, so dass er 1760 nach viereinhalb Jahren zur Rückkehr nach Herrnhut gezwungen war.
Schlicht, der eine Reihe von Kirchenliedern dichtete, war in Herrnhut als Archivar des Gemeindearchivs tätig und hielt öffentliche Vorträge. Allerdings erholte er sich nicht mehr von seinen körperlichen Leiden.

## Kirchenlieder (Auswahl)
- Du lieblicher Heiland, voll Gnade und Wahrheit (Digitalisat).
- Hier sinkt, o Lamm, zu deinen Fuessen (Digitalisat).
- Ihr sel’gen Schaaren (Digitalisat).
- Lord, grant us though deeply abased with shame (Digitalisat).
- Lord Jesus, in thy presence we are blest (Digitalisat).
- Seelen singet, Seelen singet, spielt ein neues (Digitalisat).